# Броніслав Бандровський
Броніслав Бандровський (27 травня 1879 — 27 липня 1914) — польський філософ і психолог. Був одним із учнів Казимира Твардовського. Спираючись на теорії свого наставника та традиції львівсько-варшавської школи, його праці стосувалися проблеми індукції. Бандровський також відомий своєю смертю в Татрах біля Закопаного.

## Фон
Бандровський народився 27 травня 1879 року в Мосціська (Галіція, Австро-Угорщина). Він був сином Альфреда Бандровського, судового клерка, та Йоанни, уродженої Зайончковської. Він також був племінником польського оперного тенора Олександра Бандровського та двоюрідним братом письменника Юліуша Каден-Бандровського.
Після закінчення середньої школи Бандровський вступив на класичну філологію та філософію у Львівський університет. Він став одним із засновників Польського філософського товариства, активним членом і редактором журналу Ruch Filozoficzny (Філософський рух).

## Наукова діяльність
Докторська дисертація Бандровського "Про методи індукційного дослідження " вважається однією з його найвизначніших робіт. Він включав критичний аналіз внутрішніх якостей індукції. У цій статті він також стверджував, що для аналізу індукції спочатку необхідно відповісти на питання щодо якості поняття причини.
Він завершив свої психологічні дослідження в 1905/1906 навчальному році в Лондоні та в Геттінгенському університеті з Георгом Еліасом Мюллером (ймовірно, під впливом якого він зацікавився експериментальною психологією). Після перебування в Геттінгені згадки про антипсихологізм Гуссерля також стали з'являтися в його роботах. Бандровський разом з іншим учнем Твардовського — Владиславом Вітвіцьким — розробив модель описової психології, засновану на феноменології Франца Брентано.
Він включав аналіз праць Едмунда Гуссерля (наприклад, теорія змісту та феномен мислення). Бандровський відкидав метод німецького філософа в його обіймах описово-психологічного методу та логічного аналізу.
Працював учителем у 3-й неповній гімназії у Львові 1900–1904, неповній гімназії в Жешуві 1904–1905, 5-ій молодшій школі у Львові 1905–1907 та 6-тій неповній гімназії у Львові 1907–1914 рр..
Бандровський також був автором доповіді, що містила дискусії на Краківському конгресі 1912 року, організованому Неврологічною та Психіатричною секцією Варшавського медичного товариства. Доповідь була присвячена концепції істерії Зигмунда Фрейда, а також сучасним проблемам психоаналітичного руху. Бандровський стверджував, що немає істотної різниці між результатами теорії Фрейда та висновками сучасних психологічних теорій, якщо його теорія сформульована з використанням термінології останніх.

## Смерть
У липні 1914 року Бандровський разом із сестрою та нареченою Анною Гакбейловною вирушив у похід у гори Татри поблизу Закопаного. Троє заблукали під час спуску зі ставу Чорна гусінь. Гакбейловна впала насмерть під час спуску, а Бандровський і його сестра потрапили в пастку на скелястому виступі під назвою Балка Дреге. Втративши надію після трьох днів очікування допомоги, Бандровський кинувся у прірву. Пізніше його сестру врятувала рятувальна експедиція TOPR під керівництвом Маріуша Заруського.
Похований на Новому цвинтарі в Закопаному (секція XIV-BC-12). Після трагічної смерті Бандровського львівська управа Польського філософського товариства вирішила вшанувати його пам’ять посмертною публікацією всіх його філософських праць зі вступом Яна Лукасевича. Цей проект не відбувся, а робота з психології мислення, що залишилася в рукописі, не була опублікована. Працю кілька років редагував Стефан Блаховський, але він її не закінчив, і рукопис Бандровського був безповоротно втрачений. Зібрання творів Бандровського було видано лише у 2015 році.

## Вибрані твори
- O metodach badania indukcyjnego: szkic historyczno-krytyczny. Lwów, 1904
- O analizie mowy i jej znaczeniu dla filozofii. Lwów, 1905
- O metodach badania indukcyjnego. „Przegląd Filozoficzny” 8 (1), s. 49, 1905
- O klasyfikacji zjawisk psychicznych. „Przegląd Filozoficzny” 10 (1), s. 135, 1907
- Psychologiczna analiza zjawisk myślenia. „Przegląd Filozoficzny” 10 (4), s. 518-531, 1907
- O stosunkach między pojęciami ze względu na ich zakres. „Przegląd Filozoficzny” 12(2), s. 213, 1909
- „Przyczynki do psychologii pytania”. W: Ciągliński A. (red). Prace 1-go Zjazdu neurologów, psychiatrów i psychologów polskich odbytego w Warszawie 11–12–13 października 1909 r. Warszawa: E. Wende i sp., 1910  s. 809-812
- O psychoanalizie z punktu widzenia psychologicznego. „Ruch Filozoficzny” 2 (7), s. 139, 1912
- „Psychologia wychowawcza” W: Encyklopedia wychowawcza, t. 8, z. 4. Warszawa, 1912, s. 123–135.
- Z psychologii liczenia. „Ruch Filozoficzny” 2 (10), s. 224, 1912
- Genetyczna teoria wyobrażeń wtórnych. „Ruch Filozoficzny” 4 (4), s. 97, 1914